# Kolpino
Kolpino (em russo:  Колпино) é uma cidade e um município na cidade federal de São Petersburgo.

## Cidades irmãs
Kolpino é uma cidade geminado com:
- Druskininkai, Lituânia[3]
- Rauma, Finlândia[4]
- Huai'an, China[5]